# A Greek-English Lexicon

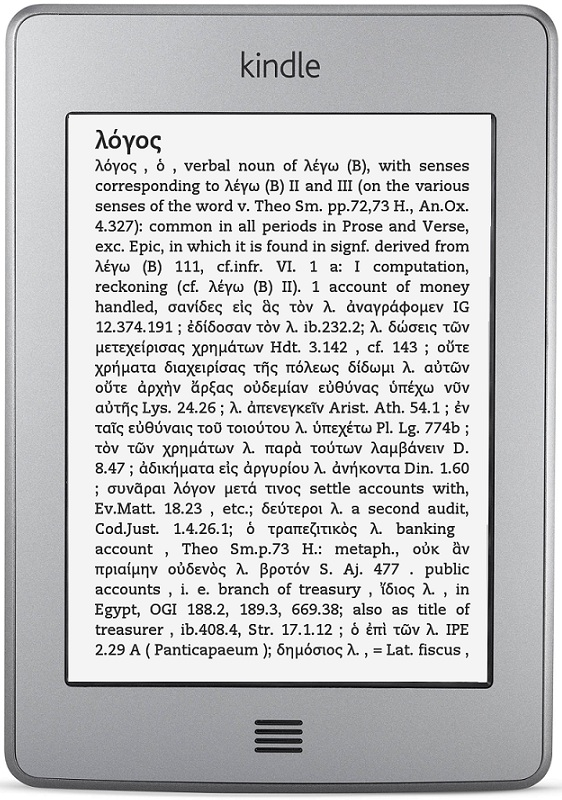
A Greek-English Lexicon

El diccionario A Greek-English Lexicon (título original) es la mayor obra lexicográfica jamás creada para la traducción del griego antiguo (desde sus orígenes en el siglo VIII a. C. hasta el Imperio bizantino). Se editó gracias a tres hombres, que son los que figuran junto al título: Henry George Liddell (1811-1898), Robert Scott (1811-1877) y Henry Stuart Jones (1867-1939), con la adición de un cuarto, Roderick McKenzie. Publicado por la Oxford University Press, hoy día ha llegado a su 9.ª edición, que incluye un amplio suplemento.
Entre los usuarios españoles es conocido como «el Liddell», «el Liddell-Scott», «el Liddell-Scott-Jones» o «el Oxford». Gráficamente y por abreviación se halla como LSJ, las siglas de sus tres grandes artífices. Se puede consultar libremente vía Internet una versión del diccionario (tanto del LSJ como del abreviado An Intermediate Greek-English Lexicon, de 1889) en la página del Perseus Project dedicada a los textos clásicos, con acceso a la información léxica y gramatical de cada una de las palabras.
Según el prólogo escrito por Henry Stuart Jones para la edición de 1925, el diccionario se creó a propuesta de David Alphonso Talboys, un editor de Oxford, y el diccionario se basó en su antecesor más cercano, el Handwörterbuch der griechischen Sprache (1819), del lexicógrafo alemán Franz Passow (1786-1833). Esta obra, a su vez, se basó en el Kritisches griechisch-deutsches Handwörterbuch (1806), del clasicista alemán Johann Gottlob Schneider (1750-1822). El LSJ fue editado, al parecer, por la Oxford Clarendon Press más que por Talboys, puesto que este se retiró de la publicación antes de que estuviese completa la primera edición.
En 1889 se publicó el An Intermediate Greek-English Lexicon, que es el que comúnmente se usa en las aulas ―frecuentemente conocido como The middle Liddell (‘el Liddell medio’)―. Se trata de un paralelo abreviado de la séptima edición del LSJ (1882). También hay un pequeño léxico abreviado del Greek-English Lexicon de Liddell y Scott, llamado A Lexicon:  Abridged from Liddell and Scott's Greek–English Lexicon. Se publicó en 1843 ―el mismo año de la primera edición del diccionario completo―, y actualmente se lo conoce como The little Liddell (‘el pequeño Liddell’).
El primer editor del LSJ, Henry George Liddell, fue decano de la iglesia Christ Church de Oxford y el padre de Alice Liddell, de la que Lewis Carroll toma el nombre para sus obras, como Alicia en el País de las Maravillas.
Muchas veces se compara el LSJ con A Latin Dictionary of Lewis and Short, también publicado por la Oxford University Press. Para comparar las dos obras lexicográficas, se puede ver el artículo (de momento en inglés) de la Wikipedia inglesa en:A Latin Dictionary.
La primera edición se publicó en 1843. Las siguientes ediciones se publicaron en
1845 (2.ª),
1849 (3.ª),
1855 (4.ª),
1861 (5.ª),
1869 (6.ª),
1882 o 1883 (7.ª),
1897 (8.ª),
1909 (9.ª),
1925 (10.ª)
1940 (11.ª) y otras en
1968,
1981,
1988 y
1996.

## El suplemento
Después de la publicación de la 10.ª edición de 1940, poco después de la muerte de Stuart Jones y de McKenzie, la Oxford University Press guardó una lista de Addenda et corrigenda (adiciones y correcciones), que se editó junto con las ulteriores publicaciones. No obstante, estas se reemplazaron por el suplemento del LSJ. Ni los addenda ni el suplemento se han integrado en el texto principal, que se mantiene tal y como fue compuesto por Liddell, Scott, Jones y McKenzie. El suplemento lo editó por vez primera Martin L. West. Desde 1981 lo editó P. G. W. Glare, artífice del Oxford Latin Dictionary (que no debe confundirse con A Latin Dictionary of Lewis and Short). Desde 1988 lo han editado conjuntamente P. G. W. Glare y Anne A. Thompson. Como la página principal del diccionario pone de manifiesto (y los prólogos al texto principal y la presencia del suplemento), esta obra lexicográfica la han llevado a cabo «con la colaboración de muchos eruditos».
En su origen, el suplemento toma forma a partir de las adiciones y correcciones del texto principal, ordenado por lemas o entradas. Los lemas del suplemento se marcan mediante unos asteriscos que muestran la naturaleza de los cambios que se fueron recopilando. De esta manera, el usuario del diccionario puede consultar el suplemento después de haber hecho lo mismo con el grueso del mismo para comprobar si los conocimientos posteriores a Jones y McKenzie han dado sus frutos hasta proveer de nueva información sobre una palabra en concreto. En la de 2005, la revisión más reciente del suplemento, publicado en 1996, contiene 320 páginas de correcciones del texto principal, así como de otros materiales.
Este es un ejemplo de una entrada revisada del Suplemento:
x  ἐκβουτῠπόομαι ‘transformarse en vaca’, S.fr. 269a.37 R.
La «x» indica que esta palabra no apareció en ningún lugar del texto principal; «S.fr.» hace referencia a la colección de fragmentos de la obra de Sófocles.
Una nueva fuente de gran interés de material lexicográfico de este suplemento es la suma de inscripciones micénicas.

En el momento de la publicación del primer suplemento se ha notado que el desciframiento de las tablillas Lineal B de Michael Ventris es todavía demasiado inseguro para garantizar la inclusión de estos textos en la obra lexicográfica. La interpretación de Ventris ahora es aceptada por la mayoría y de las tablillas, no muy extensas, se puede prescindir en un diccionario exhaustivo de griego [...].
Prefacio de la edición revisada de 1996

## Ediciones electrónicas
- Edición en línea del Perseus Project de la novena edición del LSJ.
- Greek-English Lexicon . Versión completa de pago para iPhone.
- Ancient Greek Lexicon & Syntax. Edición del An Intermediate… gratuita para Android.